# 40440 Dobrovský
40440 Dobrovský è un asteroide della fascia principale. Scoperto nel 1999, presenta un'orbita caratterizzata da un semiasse maggiore pari a 3,0328449 UA e da un'eccentricità di 0,1021285, inclinata di 9,90638° rispetto all'eclittica.